# دون فلين (لاعب كرة قاعدة)
دون فلين (بالإنجليزية: Don Flinn)‏ هو لاعب كرة قاعدة أمريكي، ولد في 17 نوفمبر 1892، وتوفي في 9 مارس 1959 في واكو في الولايات المتحدة.

## وصلات خارجية
- دون فلين على موقعبيزبول رفرنس.كوم (الدوري الرئيسي) (الإنجليزية)
- دون فلين على موقعبيزبول رفرنس.كوم (الدوري الثانوي) (الإنجليزية)